# فينسنت أوريول
فينسنت أوريول (بالفرنسية: Vincent Auriol)‏ سياسي فرنسي (27 أغسطس 1884-1 يناير 1966). تولى رئاسة الحكومة الفرنسية المؤقتة من 28 نوفمبر إلى 16 ديسمبر 1946، كما أصبح أول رئيس لفرنسا منذ احتلال فرنسا في الحرب العالمية الثانية، حيث تولى الرئاسة من 16 يناير 1947 إلى 16 يناير 1954.

## أولى سنوات حياته والسياسة
ولد أوريول في ريفيل، هوت غارون، وهو الطفل الوحيد لجاك أنطوان أوريول (1855-1933)، وهو خباز يُلقب ببول، وأنجيليك فيرجيني دوراند (1862-1945). كانت جدته الكبرى، آن أوريول، أول ابنة عم للمهندس الإنجليزي إيسامبارد كينجدوم برونيل. حصل على إجازة في القانون من كلية ريفيل عام 1904 وبدأ حياته المهنية كمحامٍ في تولوز. كان أوريول اشتراكيًا ملتزمًا، وشارك في تأسيس صحيفة لو ميدي سوسياليست (بالفرنسية: Le Midi Socialiste) عام 1908، كما كان رئيسًا لنقابة الصحفيين في تولوز في ذلك الوقت.
في عام 1914، دخل أوريول مجلس النواب كنائب اشتراكي لبلدية موريه، وهو المنصب الذي احتفظ به حتى عام 1942. كما شغل منصب عمدة موريه من 3 مايو 1925 إلى 17 يناير 1947، وعضوًا في المجلس العام لمدينة هوت غارون من عام 1928 إلى 17 يناير 1947. في ديسمبر 1920، بعد تفكك القسم الفرنسي من الأممية العمالية، رفض أوريول الانضمام إلى القسم الفرنسي المنشأ حديثًا في الأممية العمالية وأصبح أحد قادته (الأقلية الاشتراكية المتبقية)، إلى جانب ليون بلوم.
أصبح أوريول المتحدث الرئيسي للحزب في القضايا المالية، ثم ترأس اللجنة المالية في مجلس النواب 1924-1926. كان أول منصب وزاري له كوزير للمالية في عهد ليون بلوم، إذ خفض أوريول بشكل مثير للجدل قيمة الفرنك الفرنسي بنسبة 30٪ مقابل دولار الولايات المتحدة، ما أدى إلى هروب رأس المال وزيادة القلق الاقتصادي. أدى هذا بالإضافة إلى مقترحات بلوم الخاصة بفرض قيود تنظيمية أكبر على الصناعة إلى استقالة هذا الأخير من منصب رئيس الوزراء الفرنسي. عُيِّن أوريول في الحكومة التالية، بقيادة كاميل تشاوتيمپس وزيرًا للعدل، ثم وزير تنسيق الخدمات في رئاسة المجلس في حكومة بلوم قصيرة العمر في عام 1938. أعادت حكومة إدوار دلادييه المحافظة الراديكالية التي تشكلت في 10 أبريل 1938 أوريول إلى مجلس النواب.
كان أوريول أحد النواب الثمانين الذين صوتوا ضد السلطات الاستثنائية الممنوحة لرئيس الوزراء فيليب بيتان في 10 يوليو 1940 والتي أدت إلى حكومة فيشي المدعومة من ألمانيا النازية. ونتيجة لذلك، وُضع قيد الإقامة الجبرية حتى هروبه إلى حركة المقاومة الفرنسية في أكتوبر 1942، وقاتل مع المقاومة لمدة عام. هرب أوريول إلى لندن في أكتوبر 1943. مثل الاشتراكيين في الجمعية الاستشارية الفرنسية الحرة (التي نظمها شارل ديغول في مدينة الجزائر في وقت لاحق من ذلك العام). في يوليو 1944، مثل فرنسا في مؤتمر الأمم المتحدة النقدي والمالي في بريتون وودز، الولايات المتحدة.

## روابط خارجية
- فينسنت أوريول على موقع الموسوعة البريطانية (الإنجليزية)
- فينسنت أوريول على موقع مونزينجر (الألمانية)
- فينسنت أوريول على موقع إن إن دي بي (الإنجليزية)